# Superliga Brasileira de Voleibol Masculino de 2007–08
A Superliga Brasileira de Voleibol Masculino de 2007-08 foi a 30ª edição realizada do principal torneio brasileiro de voleibol masculino. Foi vencida pela Cimed, que conquistou o 2º título da competição em 3 anos de existência.

## Clubes
| Clube                    | Cidade (Estado)         |
| ------------------------ | ----------------------- |
| Álvares/Vitória          | Vitória (ES)            |
| Bento Vôlei              | Bento Gonçalves (RS)    |
| Cimed                    | Florianópolis (SC)      |
| Fátima/UCS/Multisul      | Caxias do Sul (RS)      |
| Purity/Cesumar           | Maringá (PR)            |
| Sada Betim               | Betim (MG)              |
| Santander/São Bernardo   | São Paulo (SP)          |
| Santo Caetano/Tamoyo     | São Caetano do Sul (SP) |
| Shopping ABC/Santo André | Santo André (SP)        |
| Telemig Celular/Minas    | Belo Horizonte (MG)     |
| Tigre/Unisul/Joinville   | Joinville (SC)          |
| Ulbra/Suzano/Uptime      | Canoas (RS)             |
| Uniamérica/Foz do Iguaçu | Foz do Iguaçu (PR)      |
| Universo/Uptime/Olympico | Belo Horizonte (MG)     |
| Vôlei Futuro             | Araçatuba (SP)          |

## Regulamento

### Fórmula de Disputa
A Superliga Feminina de Vôlei foi disputada por 15 equipes em duas fases:
- Fase Classificatória: As 15 equipes foram divididos em 2 grupos regionais( Grupo Sudeste A / Grupo Sul B), onde disputaram 4 torneios. A classificação geral desta fase deve-se ao somatório total de pontos, independente dos grupos, dos 4 torneios, incluindo a das partidas finais. Os piores colocados dessa fase não poderão disputar a próxima Superliga
  - 1º Torneio: Os clubes jogaram apenas dentro dos seus grupos os jogos de ida, todos contra todos. Quem somou mais pontos em cada chave disputou a Final do 1º Torneio, em apenas um jogo. A partida foi realizada no ginásio da equipe com o melhor índice técnico e serviu apenas para um maior somatório de pontos para a classificação geral.
  - 2º Torneio: Os clubes jogaram com os participantes do outro grupo os jogos de ida, todos contra todos. Quem somou mais pontos em cada chave disputou a Final do 2º Torneio, em apenas um jogo. A partida foi realizada no ginásio da equipe com o melhor índice técnico e serviu apenas para um maior somatório de pontos para a classificação geral.
  - 3º Torneio: Idêntico ao 2º, mas com os jogos de volta.
  - 4º Torneio: Idêntico ao 1º, mas com os jogos de volta.
- Playoffs: As oito equipes jogaram num sistema mata-mata, a vencedora desses foi declarada Campeã da Superliga Masculina de Vôlei 2007-08. Foi dividida em 3 partes: 
  - Quartas de Final: Houve um cruzamento entre as 8 equipes com os melhores índices técnicos, seguindo a lógica: 1ª x 8ª (A); 2ª x 7ª(B); 3ª x 6ª(C) e 4ª x 5ª(D). Estas, jogaram partidas em melhor de 3 (jogos), sendo um mando de campo para cada e o jogo de desempate, se houver, no ginásio da equipe com o melhor índice técnico da Fase Classificatória.
  - Semifinais: Foi disputada pelas equipes que passaram das quartas de final, seguindo a lógica: Vencedora do jogo A x Vencedora do jogo D; Vencedora do jogo B x Vencedora do jogo C.  Estas, jogaram partidas em melhor de 3 (jogos), sendo um mando de campo para cada e o jogo de desempate, se houver, no ginásio da equipe com o melhor índice técnico da Fase Classificatória.
  - Final: Foi disputada entre as duas equipes vencedoras das Semifinais, em apenas uma patida, no ginásio da equipe com o melhor índice técnico da Fase Classificatória. A vencedora foi a campeã da competição.

Observação: Para definição do melhor índice técnico no decorrer dos torneios (Fase Classificatória), descartava-se o resultado contra a pior equipe do grupo.

### Critérios de Desempate
1º: Sets Average

2º: Pontos Average

3º: Confronto Direto (Se o empate foi entre duas equipes)

4º: Sorteio

### Pontuação
Vitória: 2 pontos

Derrota: 1 ponto

Não Comparecimento: 0 pontos

## Fase Classificatória

### 1º Torneio
Grupo A
| Pos | Equipe         | Pts | J | V | D | SP | SC | SA    | PP  | PC  | PA    |
| --- | -------------- | --- | - | - | - | -- | -- | ----- | --- | --- | ----- |
| 1   | Minas          | 14  | 7 | 7 | 0 | 21 | 4  | 5,250 | 612 | 520 | 1,177 |
| 2   | São Bernardo   | 12  | 7 | 5 | 2 | 16 | 8  | 2,000 | 559 | 518 | 1,079 |
| 3   | Álvares Cabral | 12  | 7 | 5 | 2 | 16 | 9  | 1,778 | 591 | 565 | 1,046 |
| 4   | Betim          | 12  | 7 | 5 | 2 | 15 | 11 | 1,364 | 607 | 552 | 1,100 |
| 5   | Santo André    | 10  | 7 | 3 | 4 | 10 | 14 | 0,714 | 537 | 554 | 0,969 |
| 6   | Vôlei Futuro   | 9   | 7 | 2 | 5 | 12 | 17 | 0,706 | 613 | 631 | 0,971 |
| 7   | Universo       | 8   | 7 | 1 | 6 | 9  | 20 | 0,450 | 576 | 667 | 0,864 |
| 8   | São Caetano    | 7   | 7 | 0 | 7 | 5  | 21 | 0,238 | 534 | 622 | 0,859 |

PTS - pontos, J - jogos, V - vitórias, D - derrotas, SP - sets pró, SC - sets contra, SA - sets average, PP - pontos pró, PC - pontos contra, PA - pontos average
Grupo B
| Pos | Equipe        | Pts | J | V | D | SP | SC | SA    | PP  | PC  | PA    |
| --- | ------------- | --- | - | - | - | -- | -- | ----- | --- | --- | ----- |
| 1   | Cimed         | 12  | 6 | 6 | 0 | 18 | 4  | 4,500 | 542 | 446 | 1,215 |
| 2   | Ulbra         | 11  | 6 | 5 | 1 | 16 | 6  | 2,667 | 505 | 448 | 1,127 |
| 3   | Unisul        | 10  | 6 | 4 | 2 | 15 | 10 | 1,500 | 565 | 538 | 1,050 |
| 4   | Cesumar       | 8   | 6 | 2 | 4 | 10 | 13 | 0,769 | 497 | 522 | 0,952 |
| 5   | Bento         | 8   | 6 | 2 | 4 | 7  | 12 | 0,583 | 427 | 433 | 0,964 |
| 6   | Foz do Iguaçu | 7   | 6 | 1 | 5 | 6  | 17 | 0,353 | 467 | 543 | 0,860 |
| 7   | UCS           | 7   | 6 | 1 | 5 | 5  | 15 | 0,333 | 413 | 476 | 0,868 |

PTS - pontos, J - jogos, V - vitórias, D - derrotas, SP - sets pró, SC - sets contra, SA - sets average, PP - pontos pró, PC - pontos contra, PA - pontos average
Final
| Data     | Ginásio   | Cidade        | Jogo  | Jogo | Jogo  | Parciais | Parciais | Parciais | Parciais | Parciais |
| Data     | Ginásio   | Cidade        | Jogo  | Jogo | Jogo  | 1        | 2        | 3        | 4        | 5        |
| -------- | --------- | ------------- | ----- | ---- | ----- | -------- | -------- | -------- | -------- | -------- |
| 19/12/07 | Capoeirão | Florianópolis | Cimed | 1-3  | Minas | 25-27    | 21-25    | 25-18    | 21-25    | -        |

### 2º Torneio
Grupo A
| Pos | Equipe         | Pts | J | V | D | SP | SC | SA    | PP  | PC  | PA    |
| --- | -------------- | --- | - | - | - | -- | -- | ----- | --- | --- | ----- |
| 1   | Minas          | 12  | 7 | 5 | 2 | 18 | 7  | 2,571 | 586 | 505 | 1,160 |
| 2   | Betim          | 12  | 7 | 5 | 2 | 16 | 8  | 2,000 | 545 | 514 | 1,060 |
| 3   | São Bernardo   | 11  | 7 | 4 | 3 | 14 | 12 | 1,167 | 595 | 567 | 1,049 |
| 4   | Universo       | 11  | 7 | 4 | 3 | 11 | 12 | 0,857 | 598 | 609 | 0,982 |
| 5   | Vôlei Futuro   | 10  | 7 | 3 | 4 | 14 | 15 | 0,933 | 655 | 675 | 0,970 |
| 6   | Santo André    | 10  | 7 | 3 | 4 | 13 | 18 | 0,722 | 669 | 698 | 0,958 |
| 7   | Álvares Cabral | 9   | 7 | 2 | 5 | 11 | 17 | 0,647 | 640 | 686 | 0,933 |
| 8   | São Caetano    | 8   | 7 | 1 | 6 | 6  | 18 | 0,333 | 524 | 584 | 0,897 |

PTS - pontos, J - jogos, V - vitórias, D - derrotas, SP - sets pró, SC - sets contra, SA - sets average, PP - pontos pró, PC - pontos contra, PA - pontos average
Grupo B
| Pos | Equipe        | Pts | J | V | D | SP | SC | SA    | PP  | PC  | PA    |
| --- | ------------- | --- | - | - | - | -- | -- | ----- | --- | --- | ----- |
| 1   | Ulbra         | 16  | 8 | 8 | 0 | 24 | 6  | 4,000 | 732 | 605 | 1,210 |
| 2   | Cimed         | 15  | 8 | 7 | 1 | 21 | 8  | 2,625 | 695 | 610 | 1,139 |
| 3   | Unisul        | 13  | 8 | 5 | 3 | 18 | 11 | 1,636 | 710 | 669 | 1,061 |
| 4   | UCS           | 12  | 8 | 4 | 4 | 16 | 14 | 1,143 | 711 | 687 | 1,035 |
| 5   | Bento         | 11  | 8 | 3 | 5 | 12 | 21 | 0,571 | 705 | 764 | 0,923 |
| 6   | Cesumar       | 9   | 8 | 1 | 7 | 10 | 22 | 0,455 | 658 | 733 | 0,898 |
| 7   | Foz do Iguaçu | 9   | 8 | 1 | 7 | 8  | 22 | 0,364 | 627 | 744 | 0,843 |

PTS - pontos, J - jogos, V - vitórias, D - derrotas, SP - sets pró, SC - sets contra, SA - sets average, PP - pontos pró, PC - pontos contra, PA - pontos average
Final
| Data     | Ginásio    | Cidade       | Jogo  | Jogo | Jogo  | Parciais | Parciais | Parciais | Parciais | Parciais |
| Data     | Ginásio    | Cidade       | Jogo  | Jogo | Jogo  | 1        | 2        | 3        | 4        | 5        |
| -------- | ---------- | ------------ | ----- | ---- | ----- | -------- | -------- | -------- | -------- | -------- |
| 26/01/08 | Tesourinha | Porto Alegre | Ulbra | 3-1  | Minas | 25-22    | 25-22    | 21-25    | 25-21    | -        |

### 3º Torneio
Grupo A
| Pos | Equipe         | Pts | J | V | D | SP | SC | SA    | PP  | PC  | PA    |
| --- | -------------- | --- | - | - | - | -- | -- | ----- | --- | --- | ----- |
| 1   | São Bernardo   | 12  | 7 | 5 | 2 | 17 | 8  | 2,125 | 587 | 509 | 1,153 |
| 2   | Betim          | 12  | 7 | 5 | 2 | 15 | 12 | 1,250 | 608 | 599 | 1,015 |
| 3   | Minas          | 11  | 7 | 4 | 3 | 15 | 11 | 1,364 | 623 | 618 | 1,008 |
| 4   | Vôlei Futuro   | 11  | 7 | 4 | 3 | 12 | 12 | 1,000 | 529 | 544 | 0,972 |
| 5   | São Caetano    | 10  | 7 | 3 | 4 | 12 | 14 | 0,857 | 571 | 626 | 0,912 |
| 6   | Universo       | 10  | 7 | 3 | 4 | 9  | 16 | 0,563 | 530 | 582 | 0,911 |
| 7   | Santo André    | 8   | 7 | 1 | 6 | 6  | 18 | 0,333 | 500 | 559 | 0,894 |
| 8   | Álvares Cabral | 7   | 7 | 0 | 7 | 6  | 21 | 0,286 | 573 | 637 | 0,900 |

PTS - pontos, J - jogos, V - vitórias, D - derrotas, SP - sets pró, SC - sets contra, SA - sets average, PP - pontos pró, PC - pontos contra, PA - pontos average
Grupo B
| Pos | Equipe        | Pts | J | V | D | SP | SC | SA     | PP  | PC  | PA    |
| --- | ------------- | --- | - | - | - | -- | -- | ------ | --- | --- | ----- |
| 1   | Cimed         | 16  | 8 | 8 | 0 | 24 | 2  | 12,000 | 646 | 480 | 1,346 |
| 2   | Unisul        | 15  | 8 | 7 | 1 | 21 | 7  | 3,000  | 693 | 607 | 1,142 |
| 3   | Ulbra         | 14  | 8 | 6 | 2 | 20 | 7  | 2,857  | 649 | 564 | 1,151 |
| 4   | UCS           | 11  | 8 | 3 | 5 | 13 | 16 | 0,813  | 654 | 682 | 0,959 |
| 5   | Cesumar       | 11  | 8 | 3 | 5 | 14 | 20 | 0,700  | 751 | 770 | 0,975 |
| 6   | Bento         | 10  | 8 | 2 | 6 | 10 | 20 | 0,500  | 647 | 716 | 0,904 |
| 7   | Foz do Iguaçu | 10  | 8 | 2 | 6 | 10 | 20 | 0,500  | 634 | 702 | 0,903 |

PTS - pontos, J - jogos, V - vitórias, D - derrotas, SP - sets pró, SC - sets contra, SA - sets average, PP - pontos pró, PC - pontos contra, PA - pontos average
Final
| Data     | Ginásio   | Cidade        | Jogo  | Jogo | Jogo         | Parciais | Parciais | Parciais | Parciais | Parciais |
| Data     | Ginásio   | Cidade        | Jogo  | Jogo | Jogo         | 1        | 2        | 3        | 4        | 5        |
| -------- | --------- | ------------- | ----- | ---- | ------------ | -------- | -------- | -------- | -------- | -------- |
| 03/03/08 | Capoeirão | Florianópolis | Cimed | 3-0  | São Bernardo | 25-19    | 25-23    | 25-19    | -        | -        |

### 4º Torneio
Grupo A
| Pos | Equipe         | Pts | J | V | D | SP | SC | SA    | PP  | PC  | PA    |
| --- | -------------- | --- | - | - | - | -- | -- | ----- | --- | --- | ----- |
| 1   | Betim          | 13  | 7 | 6 | 1 | 20 | 7  | 2,857 | 649 | 578 | 1,123 |
| 2   | São Bernardo   | 13  | 7 | 6 | 1 | 18 | 8  | 2,250 | 641 | 551 | 1,163 |
| 3   | Minas          | 12  | 7 | 5 | 2 | 18 | 8  | 2,250 | 630 | 561 | 1,123 |
| 4   | Vôlei Futuro   | 10  | 7 | 3 | 4 | 14 | 14 | 1,000 | 620 | 643 | 0,964 |
| 5   | Álvares Cabral | 9   | 7 | 2 | 5 | 11 | 16 | 0,688 | 619 | 634 | 0,976 |
| 6   | Universo       | 9   | 7 | 2 | 5 | 10 | 18 | 0,556 | 607 | 666 | 0,911 |
| 7   | São Caetano    | 9   | 7 | 2 | 5 | 8  | 17 | 0,471 | 534 | 592 | 0,902 |
| 8   | Santo André    | 9   | 7 | 2 | 5 | 6  | 17 | 0,353 | 482 | 557 | 0,865 |

PTS - pontos, J - jogos, V - vitórias, D - derrotas, SP - sets pró, SC - sets contra, SA - sets average, PP - pontos pró, PC - pontos contra, PA - pontos average
Grupo B
| Pos | Equipe        | Pts | J | V | D | SP | SC | SA    | PP  | PC  | PA    |
| --- | ------------- | --- | - | - | - | -- | -- | ----- | --- | --- | ----- |
| 1   | Unisul        | 11  | 6 | 5 | 1 | 16 | 7  | 2,286 | 556 | 485 | 1,146 |
| 2   | Ulbra         | 11  | 6 | 5 | 1 | 16 | 9  | 1,778 | 583 | 542 | 1,076 |
| 3   | Cimed         | 10  | 6 | 4 | 2 | 15 | 7  | 2,143 | 507 | 467 | 1,086 |
| 4   | Bento         | 8   | 6 | 2 | 4 | 12 | 14 | 0,857 | 566 | 586 | 0,966 |
| 5   | Foz do Iguaçu | 8   | 6 | 2 | 4 | 8  | 14 | 0,571 | 475 | 536 | 0,886 |
| 6   | Cesumar       | 8   | 6 | 2 | 4 | 9  | 16 | 0,563 | 548 | 574 | 0,955 |
| 7   | UCS           | 7   | 6 | 1 | 5 | 8  | 17 | 0,471 | 553 | 598 | 0,925 |

PTS - pontos, J - jogos, V - vitórias, D - derrotas, SP - sets pró, SC - sets contra, SA - sets average, PP - pontos pró, PC - pontos contra, PA - pontos average
Final
| Data     | Ginásio      | Cidade | Jogo  | Jogo | Jogo   | Parciais | Parciais | Parciais | Parciais | Parciais |
| Data     | Ginásio      | Cidade | Jogo  | Jogo | Jogo   | 1        | 2        | 3        | 4        | 5        |
| -------- | ------------ | ------ | ----- | ---- | ------ | -------- | -------- | -------- | -------- | -------- |
| 19/12/07 | Divino Braga | Betim  | Betim | 2-3  | Unisul | 25-23    | 23-25    | 25-17    | 18-25    | 12-15    |

### Classificação Geral
| Cor da tabela                            |
| Classificados às Quartas de Final        |
| Não disputarão o torneio no ano seguinte |

| Pos | Equipe         | Pts | J  | V  | D  | SP | SC | SA    | PP   | PC   | PA    |
| --- | -------------- | --- | -- | -- | -- | -- | -- | ----- | ---- | ---- | ----- |
| 1   | Cimed          | 56  | 30 | 26 | 4  | 82 | 24 | 3,417 | 2557 | 2159 | 1,184 |
| 2   | Ulbra          | 54  | 29 | 25 | 4  | 79 | 29 | 2,724 | 2565 | 2249 | 1,141 |
| 3   | Minas          | 52  | 30 | 22 | 8  | 76 | 34 | 2,235 | 2636 | 2392 | 1,102 |
| 4   | Unisul         | 51  | 29 | 22 | 7  | 73 | 37 | 1,973 | 2629 | 2402 | 1,095 |
| 5   | Betim          | 50  | 29 | 21 | 8  | 68 | 41 | 1,659 | 2512 | 2348 | 1,070 |
| 6   | São Bernardo   | 49  | 29 | 20 | 9  | 65 | 39 | 1,667 | 2443 | 2220 | 1,100 |
| 7   | Vôlei Futuro   | 40  | 28 | 12 | 16 | 52 | 58 | 0,897 | 2417 | 2493 | 0,970 |
| 8   | Universo       | 38  | 28 | 10 | 18 | 40 | 68 | 0,588 | 2311 | 2524 | 0,916 |
| 9   | Álvares Cabral | 37  | 28 | 9  | 19 | 44 | 63 | 0,698 | 2423 | 2552 | 0,961 |
| 10  | UCS            | 37  | 28 | 9  | 19 | 42 | 62 | 0,677 | 2331 | 2443 | 0,954 |
| 11  | Bento          | 37  | 28 | 9  | 19 | 41 | 67 | 0,612 | 2345 | 2509 | 0,935 |
| 12  | Santo André    | 37  | 28 | 9  | 19 | 35 | 67 | 0,522 | 2188 | 2368 | 0,924 |
| 13  | Cesumar        | 36  | 28 | 8  | 20 | 43 | 71 | 0,606 | 2454 | 2599 | 0,944 |
| 14  | São Caetano    | 34  | 28 | 6  | 22 | 31 | 70 | 0,443 | 2163 | 2424 | 0,892 |
| 15  | Foz do Iguaçu  | 34  | 28 | 6  | 22 | 32 | 73 | 0,438 | 2203 | 2525 | 0,872 |

PTS - pontos, J - jogos, V - vitórias, D - derrotas, SP - sets pró, SC - sets contra, SA - sets average, PP - pontos pró, PC - pontos contra, PA - pontos average
 Campeão de um torneio 

 Vice Campeão de um torneio

## Playoffs

### Quartas de Final
1ª Rodada
| Data     | Ginásio       | Cidade         | Jogo   | Jogo | Jogo         | Parciais | Parciais | Parciais | Parciais | Parciais |
| Data     | Ginásio       | Cidade         | Jogo   | Jogo | Jogo         | 1        | 2        | 3        | 4        | 5        |
| -------- | ------------- | -------------- | ------ | ---- | ------------ | -------- | -------- | -------- | -------- | -------- |
| 03/04/08 | Capoeirão     | Florianópolis  | Cimed  | 3-0  | Universo     | 25-15    | 25-15    | 25-18    | -        | -        |
| 03/04/08 | Arena Telemig | Belo Horizonte | Minas  | 0-3  | São Bernardo | 17-25    | 19-25    | 23-25    | -        | -        |
| 03/04/08 | Ser Tigre     | Joinville      | Unisul | 3-0  | Betim        | 33-31    | 25-20    | 26-24    | -        | -        |
| 04/04/08 | Paulo Portela | Suzano         | Ulbra  | 3-0  | Vôlei Futuro | 25-15    | 25-20    | 25-15    | -        | -        |

2ª Rodada
| Data     | Ginásio         | Cidade                | Jogo         | Jogo | Jogo   | Parciais | Parciais | Parciais | Parciais | Parciais |
| Data     | Ginásio         | Cidade                | Jogo         | Jogo | Jogo   | 1        | 2        | 3        | 4        | 5        |
| -------- | --------------- | --------------------- | ------------ | ---- | ------ | -------- | -------- | -------- | -------- | -------- |
| 05/04/08 | Olympico Club   | Belo Horizonte        | Universo     | 0-3  | Cimed  | 28-30    | 16-25    | 21-25    | -        | -        |
| 05/04/08 | Adib Moysés Dib | São Bernardo do Campo | São Bernardo | 1-3  | Minas  | 16-25    | 23-25    | 25-20    | 22-25    | -        |
| 05/04/08 | Divino Braga    | Betim                 | Betim        | 2-3  | Unisul | 22-25    | 25-23    | 28-30    | 25-19    | 8-15     |
| 06/04/08 | Paulo Portela   | Suzano                | Vôlei Futuro | 1-3  | Ulbra  | 21-25    | 23-25    | 25-21    | 19-25    | -        |

-Cimed, Ulbra e Unisul passaram de fase
3ª Rodada
| Data     | Ginásio       | Cidade         | Jogo  | Jogo | Jogo         | Parciais | Parciais | Parciais | Parciais | Parciais |
| Data     | Ginásio       | Cidade         | Jogo  | Jogo | Jogo         | 1        | 2        | 3        | 4        | 5        |
| -------- | ------------- | -------------- | ----- | ---- | ------------ | -------- | -------- | -------- | -------- | -------- |
| 03/04/08 | Arena Telemig | Belo Horizonte | Minas | 3-1  | São Bernardo | 25-19    | 21-25    | 27-25    | 25-19    | -        |

-Minas passou de fase

### Semi Finais
1ª Rodada
| Data     | Ginásio   | Cidade        | Jogo  | Jogo | Jogo   | Parciais | Parciais | Parciais | Parciais | Parciais |
| Data     | Ginásio   | Cidade        | Jogo  | Jogo | Jogo   | 1        | 2        | 3        | 4        | 5        |
| -------- | --------- | ------------- | ----- | ---- | ------ | -------- | -------- | -------- | -------- | -------- |
| 10/04/08 | Ulbra     | Canoas        | Ulbra | 0-3  | Minas  | 24-26    | 20-25    | 22-25    | -        | -        |
| 10/04/08 | Capoeirão | Florianópolis | Cimed | 1-3  | Unisul | 25-22    | 28-30    | 17-25    | 22-25    | -        |

2ª Rodada
| Data     | Ginásio      | Cidade         | Jogo   | Jogo | Jogo  | Parciais | Parciais | Parciais | Parciais | Parciais |
| Data     | Ginásio      | Cidade         | Jogo   | Jogo | Jogo  | 1        | 2        | 3        | 4        | 5        |
| -------- | ------------ | -------------- | ------ | ---- | ----- | -------- | -------- | -------- | -------- | -------- |
| 12/04/08 | Divino Braga | Belo Horizonte | Minas  | 3-1  | Ulbra | 24-26    | 20-25    | 22-25    | -        | -        |
| 10/04/08 | Ser Tigre    | Joinville      | Unisul | 1-3  | Cimed | 25-15    | 16-25    | 21-25    | 20-25    | -        |

-Minas avançou à Final
3ª Rodada
| Data     | Ginásio   | Cidade        | Jogo  | Jogo | Jogo   | Parciais | Parciais | Parciais | Parciais | Parciais |
| Data     | Ginásio   | Cidade        | Jogo  | Jogo | Jogo   | 1        | 2        | 3        | 4        | 5        |
| -------- | --------- | ------------- | ----- | ---- | ------ | -------- | -------- | -------- | -------- | -------- |
| 15/04/08 | Capoeirão | Florianópolis | Cimed | 3-1  | Unisul | 25-19    | 25-17    | 26-28    | 25-18    | -        |

-Cimed avançou à Final

### Final
| Data     | Ginásio       | Cidade         | Jogo  | Jogo | Jogo  | Parciais | Parciais | Parciais | Parciais | Parciais |
| Data     | Ginásio       | Cidade         | Jogo  | Jogo | Jogo  | 1        | 2        | 3        | 4        | 5        |
| -------- | ------------- | -------------- | ----- | ---- | ----- | -------- | -------- | -------- | -------- | -------- |
| 20/04/08 | Maracanãzinho | Rio de Janeiro | Cimed | 3-2  | Minas | 25-27    | 25-21    | 24-26    | 25-15    | 15-12    |

-Cimed campeã da Superliga Masculina

## Campeão
| Superliga Brasileira Masculina 2007-08 |
| -------------------------------------- |
| Cimed 2º Título                        |